# Fenton-Reaktion
Die Fenton-Reaktion ist eine durch Eisensalze katalysierte Oxidation organischer Substrate mit Wasserstoffperoxid in saurem Medium. Sie wurde Ende des 19. Jahrhunderts von Henry John Horstman Fenton (1854–1929) entdeckt.
Fenton-ähnliche Reaktionen können auch unter Beteiligung anderer niedervalenter Metallkomplexe wie Cu(II), Ti(III), Cr(II) oder Co(II) stattfinden. Die Fenton-Reaktion wird in biologischen Systemen als eine wesentliche Quelle  reaktiver Sauerstoffspezies (reactive oxygen species, ROS) in der Zelle gesehen, die zu oxidativem Stress führen.
Bis heute ist weder die eigentlich reaktive Spezies noch der Mechanismus eindeutig geklärt und ein immer wiederkehrendes Thema in vielen Veröffentlichungen und Übersichtsartikeln. Bisherige Ergebnisse legen die Bildung eines Metall-H2O2-Adduktes nahe.
LFeII(sol) + H2O2 → LFeII(H2O2) + sol
Abhängig von den gewählten Bedingungen reagiert das Addukt weiter:
LFeII(H2O2) → LFeIII + ·OH + OH−
LFeII(H2O2) → LFeIV=O + H2O
LFeII(H2O2) + RH → LFeIII + ·R + OH− + H2O

## Fentons Reagenz
Als Fentons Reagenz wird eine schwefelsaure Mischung aus einem Eisensalz, meist Eisen(II)-sulfat FeSO4, und Wasserstoffperoxid bezeichnet, die im Allgemeinen vorgelegt wird, bevor man das zu oxidierende Edukt zugibt. Mit dieser Mischung ist die Durchführung der Fenton-Reaktion möglich. Das Redoxpotential der in diesem Reagenz freigesetzten Hydroxylradikale liegt nur knapp unter den Werten für Fluor.
Auch großtechnisch findet die Fenton-Reaktion und die Herstellung von Fentons Reagenz Anwendung, es dient neben synthetischen Anwendungen als sehr starkes Oxidationsmittel beispielsweise zur Aufarbeitung von Abwässern und Sickerwässern aus Deponien.